# Luzula colensoi
Luzula colensoi är en tågväxtart som beskrevs av Joseph Dalton Hooker. Luzula colensoi ingår i Frylesläktet som ingår i familjen tågväxter. Inga underarter finns listade i Catalogue of Life.